# Victor Tielbeek
Victor Joannes Herman Josef Tielbeek SSCC (port.: Victor João Herman José Tielbeek, * 16. August 1919 in Raalte, Niederlande; † 24. Dezember 1997) war ein niederländischer Ordensgeistlicher und römisch-katholischer Bischof von Formosa in Brasilien.

## Leben
Victor Tielbeek trat der Ordensgemeinschaft der Arnsteiner Patres bei und empfing am 4. August 1946 die Priesterweihe.
Seit 1959 war er Administrator der bereits 1956 errichteten Territorialprälatur Formosa. Papst Johannes XXIII. ernannte ihn am 4. Februar 1961 zum ersten Prälaten von Formosa und zum Titularbischof von Tipasa in Numidia. Die Bischofsweihe spendete ihm der Apostolische Nuntius in Brasilien, Erzbischof Armando Lombardi, am 9. April desselben Jahres; Mitkonsekratoren waren Fernando Gomes dos Santos, Erzbischof von Goiânia, und Jaime Antônio Schuck OFM, Prälat von Cristalândia.
Er nahm an allen vier Sitzungsperioden des Zweiten Vatikanischen Konzils als Konzilsvater teil.
Am 24. Mai 1978 verzichtete er wegen der geänderten Vergaberichtlinien auf seinen Titularsitz. Mit der Erhebung der Territorialprälatur zum Bistum wurde er am 4. Dezember 1979 zum ersten Bischof von Formosa ernannt.